# Campionati del mondo di mountain bike - Staffetta a squadre
La staffetta a squadre (en. Team relay) è una delle prove inserite nel programma del campionato del mondo di mountain bike. Si corre dall'edizione 1999 e consiste in una staffetta a squadre mista. Dal 2017 al 2019 i componenti sono diventati 5; dall'edizione 2020 sono stati portati a 6, un atleta per ogni categoria (EL, U23, JUN maschile e femminile).

## Albo d'oro
Aggiornato all'edizione 2024.
| Anno | Vincitrice | Seconda                                                                                                  | Terza |
| ---- | --- | --- | --- |
| 1999 | Spagna Roberto Lezaun Margarita Fullana Carlos Colomo José Antonio Hermida                                          | Francia Miguel Martinez Sandra Temporelli Julien Absalon Nicolas Filippi                                 | Canada Roland Green Alison Sydor Ryder Hesjedal Ricky Federau                                                      |
| 2000 | Spagna Roberto Lezaun Margarita Fullana Iñaki Lejarreta José Antonio Hermida                                        | Svizzera Florian Vogel Christoph Sauser Barbara Blatter Silvio Bundi                                     | Italia Marco Bui Leonardo Zanotti Mirko Faranisi Paola Pezzo                                                       |
| 2001 | Canada Ryder Hesjedal Roland Green Adam Coates Chrissy Redden                                                       | Australia Sid Taberlay Mary Grigson Trent Lowe Cadel Evans                                               | Spagna José Antonio Hermida Carlos Coloma Iñaki Lejarreta Janet Puiggros                                           |
| 2002 | Canada Ryder Hesjedal Alison Sydor Roland Green Maximilian Plaxton                                                  | Francia Julien Absalon Laurence Leboucher Jean-Eudes Demaret Cédric Ravanel                              | Svizzera Florian Vogel Thomas Frischknecht Petra Henzi Lukas Flückiger                                             |
| 2003 | Polonia Marcin Karczyński Piotr Formicki Anna Szafraniecz Kryspin Pyrgies                                           | Svizzera Balz Weber Ralph Näf Barbara Blatter Nino Schurter                                              | Canada Roland Green Ricky Federau Max Plaxton Christina Redden                                                     |
| 2004 | Canada Geoff Kabush Maximilian Plaxton Kiara Bisaro Raphaël Cagne                                                   | Svizzera Ralph Näf Florian Vogel Nino Schurter Barbara Blatter                                           | Polonia Marcin Karczyński Kryspin Pyrgies Pawel Szpila Maja Włoszczowska                                           |
| 2005 | Spagna Rubén Ruzafa Oliver Avilés Rocio Gaminal José Antonio Hermida                                                | Italia Marco Bui Tony Longo Eva Lechner Johannes Schweiggl                                               | Francia Alexis Vuillermoz Stéphane Tempier Sévérine Hansen Cédric Ravanel                                          |
| 2006 | Svizzera Florian Vogel Martin Fanger Petra Henzi Nino Schurter                                                      | Italia Tony Longo Cristian Cominelli Eva Lechner Yader Zoli                                              | Polonia Marcin Karczyński Adrian Działakiewicz Maja Włoszczowska Kryspin Pyrgies                                   |
| 2007 | Svizzera Florian Vogel Thomas Litscher Petra Henzi Nino Schurter                                                    | Polonia Marcin Karczyński Piotr Brzózka Maja Włoszczowska Dariusz Batek                                  | Stati Uniti Georgia Gould Ethan Gilmour Samuel Schultz Adam Craig                                                  |
| 2008 | Francia Jean-Christophe Péraud Arnaud Jouffroy Laurence Leboucher Alexis Vuillermoz                                 | Svizzera Florian Vogel Matthias Rupp Petra Henzi Nino Schurter                                           | Italia Marco Aurelio Fontana Gerhard Kerschbaumer Eva Lechner Cristian Cominelli                                   |
| 2009 | Italia Marco Aurelio Fontana Gerhard Kerschbaumer Eva Lechner Cristian Cominelli                                    | Canada Raphael Gagne Geoff Kabush Evan Guthrie Catharine Pendrel                                         | Francia Alexis Vuillermoz Cédric Ravanel Hugo Drechou Cécile Rode Ravanel                                          |
| 2010 | Svizzera Thomas Litscher Roger Walder Katrin Leumann Ralph Näf                                                      | Germania Manuel Fumic Julian Schelb Sabine Spitz Marcel Fleschhut                                        | Rep. Ceca Jaroslav Kulhavý Ondřej Cink Tomáš Paprstka Kateřina Nash                                                |
| 2011 | Francia Fabien Canal Victor Koretzky Julie Bresset Maxime Marotte                                                   | Svizzera Thomas Litscher Lars Forster Nathalie Schneitter Nino Schurter                                  | Italia Gerhard Kerschbaumer Lorenzo Samparisi Eva Lechner Marco Aurelio Fontana                                    |
| 2012 | Italia Marco Aurelio Fontana Beltain Schmid Eva Lechner Luca Braidot                                                | Francia Jordan Sarrou Victor Koretzky Julie Bresset Maxime Marotte                                       | Germania Markus Schulte-Lünzum Martin Frey Sabine Spitz Manuel Fumic                                               |
| 2013 | Italia Marco Aurelio Fontana Gioele Bertolini Eva Lechner Gerhard Kerschbaumer                                      | Francia Jordan Sarrou Raphaël Gay Julie Bresset Maxime Marotte                                           | Germania Markus Schulte-Lünzum Georg Egger Hanna Klein Manuel Fumic                                                |
| 2014 | Francia Jordan Sarrou Higo Pigeon Pauline Ferrand-Prévot Maxime Marotte                                             | Svizzera Andri Frischknecht Filippo Colombo Jolanda Neff Nino Schurter                                   | Rep. Ceca Kryštof Bogar Jan Rajchart Kateřina Nash Jaroslav Kulhavý                                                |
| 2015 | Francia Victor Koretzky Antoine Philipp Pauline Ferrand-Prévot Jordan Sarrou                                        | Danimarca Simon Andreassen Niels Rasmussen Annika Langvad Sebastian Fini Carstensen                      | Italia Gioele Bertolini Francesco Bonetto Eva Lechner Marco Aurelio Fontana                                        |
| 2016 | Francia Victor Koretzky Benjamin Le Ny Pauline Ferrand-Prévot Jordan Sarrou                                         | Rep. Ceca Matej Prudek Richard Holec Kateřina Nash Jaroslav Kulhavý                                      | Svizzera Filippo Colombo Vital Albin Sina Frei Lars Forster                                                        |
| 2017 | Svizzera Filippo Colombo Joel Roth Sina Frei Jolanda Neff Nino Schurter                                             | Danimarca Sebastian Fini Carstensen Alexander Young Andersen Annika Langvad Malene Degn Simon Andreassen | Francia Jordan Sarrou Mathis Azzaro Pauline Ferrand-Prévot Lena Gerault Neilo Perrin Ganier                        |
| 2018 | Svizzera Filippo Colombo Alexandre Balmer Sina Frei Jolanda Neff Nino Schurter                                      | Germania Leon Reinhard Kaiser Elisabeth Brandau Maximilian Brandl Ronja Eibl Manuel Fumic                | Danimarca Sebastian Fini Carstensen Alexander Young Andersen Annika Langvad Malene Degn Simon Andreassen           |
| 2019 | Svizzera Joel Roth Janis Baumann Sina Frei Jolanda Neff Nino Schurter                                               | Stati Uniti Christopher Blevins Riley Amos Haley Batten Kate Courtney Keegan Swenson                     | Francia Thibault Daniel Luca Martin Pauline Ferrand-Prévot Loana Lecomte Jordan Sarrou                             |
| 2020 | Francia Mathis Azzaro Luca Martin Loana Lecomte Lena Gerault Olivia Onesti Jordan Sarrou                            | Italia Luca Braidot Eva Lechner Filippo Agostinacchio Nicole Pesse Marika Tovo Juri Zanotti              | Svizzera Luke Wiedmann Thomas Litscher Sina Frei Noelle Buri Elisa Alvarez Alexandre Balmer                        |
| 2021 | Francia Mathis Azzaro Adrien Boichis Lena Gerault Tatiana Tournut Line Burquier Jordan Sarrou                       | Stati Uniti Christopher Blevins Brayden Johnson Savilia Blunk Ruth Holcomb Kate Courtney Riley Amos      | Germania Leon Reinhard Kaiser Paul Schehl Sina van Thiel Nina Benz Ronja Eibl Luka Schwarzbauer                    |
| 2022 | Svizzera Dario Lillo Khalid Sidahmed Ramona Forchini Ronja Blöchlinger Anina Hutter Nino Schurter                   | Italia Luca Braidot Marco Betteo Martina Berta Valentina Corvi Giada Specia Simone Avondetto             | Stati Uniti Christopher Blevins Cayden Parker Madigan Munro Bailey Cioppa Haley Batten Riley Amos                  |
| 2023 | Svizzera Dario Lillo Nicolas Halter Linda Indergand Ronja Blöchlinger Anina Hutter Nino Schurter                    | Francia Adrien Boichis Julien Hemon Loana Lecomte Line Burquier Anaïs Moulin Jordan Sarrou               | Danimarca Tobias Lillelund Albert Philipsen Julie Lillelund Sofie Pedersen Caroline Bohé Sebastian Fini Carstensen |
| 2024 | Stati Uniti Johnson Brayden Nicholas Konecny Haley Batten Vida Lopez De San Roman Madigan Munro Christopher Blevins | Francia Luca Martin Kalanquin Nicolas Loana Lecomte Olivia Onesti Anaïs Moulin Mathis Azzaro             | Italia Luca Braidot Matteo Siffredi Martina Berta Giada Martinoli Valentina Corvi Mattia Stenico                   |

## Medagliere
| Pos.   | Nazione     | Oro | Argento | Bronzo | Totale |
| ------ | ----------- | --- | ------- | ------ | ------ |
| 1      | Svizzera    | 8   | 6       | 3      | 17     |
| 2      | Francia     | 7   | 6       | 4      | 17     |
| 3      | Italia      | 3   | 4       | 5      | 12     |
| 4      | Canada      | 3   | 1       | 2      | 6      |
| 5      | Spagna      | 3   | 0       | 1      | 4      |
| 6      | Stati Uniti | 1   | 2       | 2      | 5      |
| 7      | Polonia     | 1   | 1       | 2      | 4      |
| 8      | Germania    | 0   | 2       | 3      | 5      |
| 9      | Danimarca   | 0   | 2       | 2      | 4      |
| 10     | Rep. Ceca   | 0   | 1       | 2      | 3      |
| 11     | Australia   | 0   | 1       | 0      | 1      |
| Totale | Totale      | 26  | 26      | 26     | 78     |